# 동아시아 박물관 (스톡홀름)
동아시아 박물관(스웨덴어: Östasiatiska museet)은 스웨덴 스톡홀름에 위치하며, 1926년에 개관한 박물관이다. 스웨덴의 고고학자 요한 군나르 안데르손(Johan Gunnar Andersson, 1874년 ~ 1960년)이 박물관 설립에 참여하였다.

## 같이 보기
- 요한 군나르 안데르손
- 베른하르드 칼그렌